# Lubbert von Langen
Lubbert von Langen (* im 14. Jahrhundert; † Februar 1369) war Domherr in Münster.

## Leben
Lubbert von Langen entstammte dem westfälischen Adelsgeschlecht von Langen,
war der Sohn des Knappen Gerhard von Langen und Neffe des Domdechanten Lutbert von Langen und des Domherrn Ludolf von Langen. 
Am 3. April 1327 findet er als Domherr zu Münster erstmals urkundliche Erwähnung. Der münsterische Bischof Ludwig berief ihn am 17. April 1336 in den Stiftsrat. Von Langen war im Besitz der Obedienz Ostenfelde. Über seinen weiteren Lebensweg gibt die Quellenlage keinen Aufschluss.